# Courbe de puissance moteur
 (juillet 2013).
Si vous disposez d'ouvrages ou d'articles de référence ou si vous connaissez des sites web de qualité traitant du thème abordé ici, merci de compléter l'article en donnant les références utiles à sa vérifiabilité et en les liant à la section « Notes et références ».
Une courbe de puissance moteur représente la puissance fournie par un moteur, généralement en fonction de son régime. Elle peut être réalisée par le constructeur d'un véhicule (pour par exemple vérifier la qualité de fabrication ou la conformité à une norme) ou dans un garage spécialisé à la demande d'un particulier.

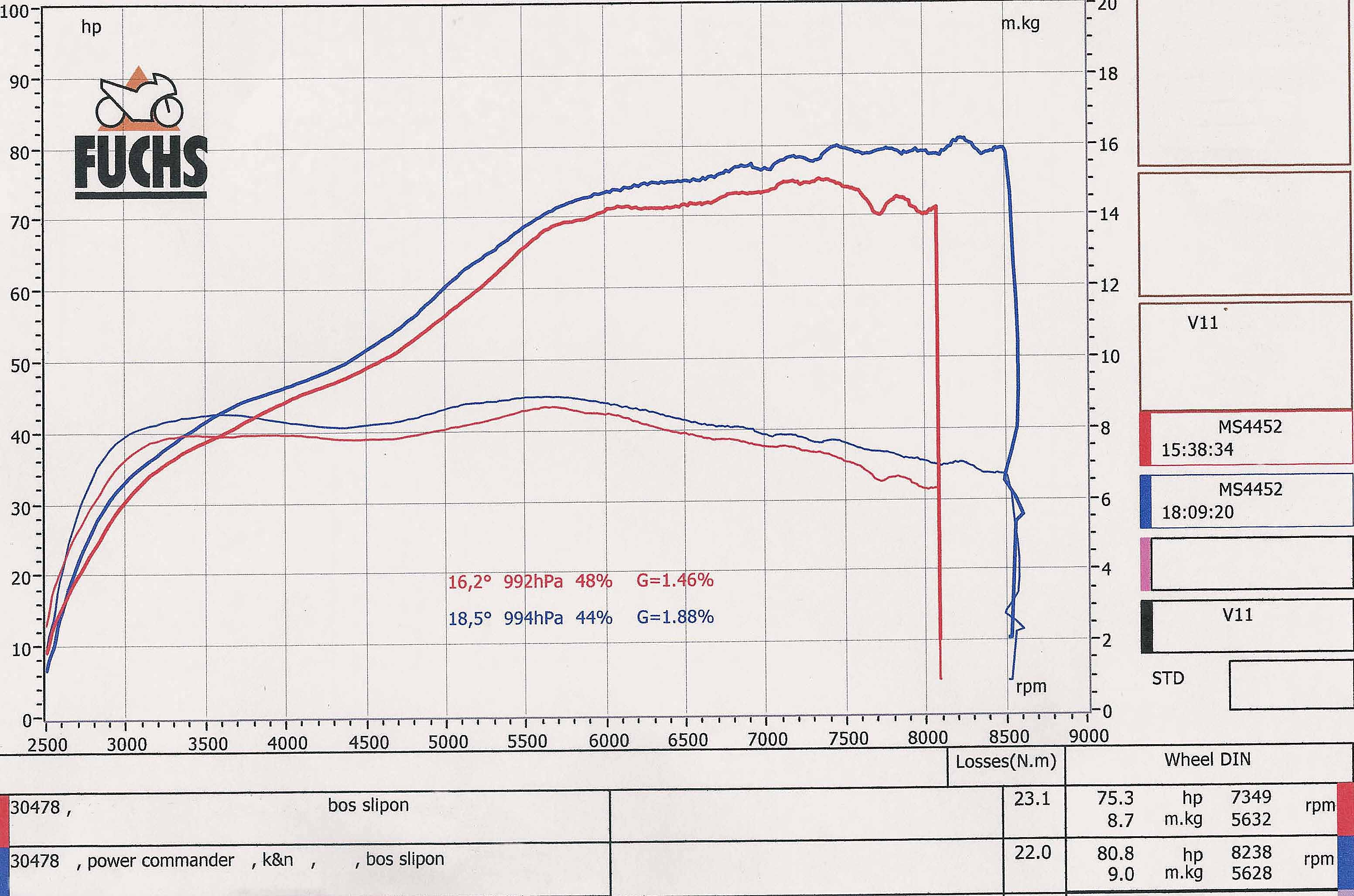
Courbe de puissance et de couple d'un moteur de moto en fonction du régime moteur.

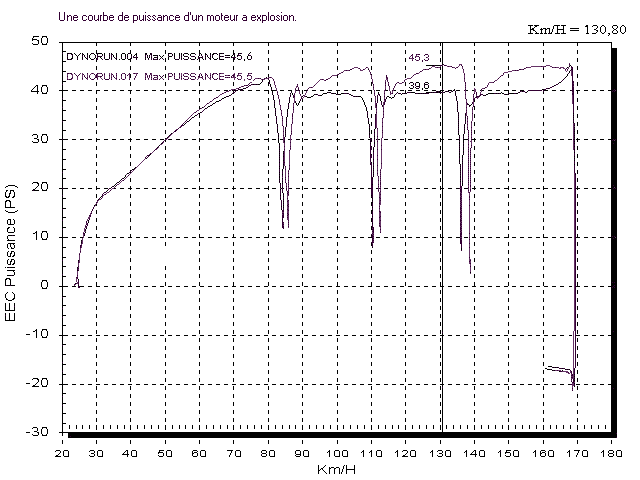
Courbe de puissance en fonction de la vitesse.

## Cas d'un moteur à combustion interne «classique»

### Matériel utilisé
Les données (puissance, couple, régime du moteur à combustion interne, vitesse) sont obtenues au moyen d'un banc moteur (en) (aussi appelé banc de puissance).
Pour une moto, la roue motrice est placée sur un rouleau relié à des capteurs (dynamomètre…). Un système de ventilation forcée (destiné à améliorer le refroidissement du moteur) et d'évacuation à l'extérieur des gaz de combustion est nécessaire. Un tracé de valeurs (sur papier et enregistré sur un support informatique) est réalisé en fin de test, indiquant en particulier les valeurs maximales de puissance et de couple à la roue arrière (élément situé après la transmission secondaire) et au vilebrequin (par calcul approché ou après une mesure directe au moyen d'un système dédié) de la moto.

### Paramètres
La puissance et le couple délivrés dépendent de nombreux facteurs, par exemple :
- air ambiant : pression (pour les moteurs dépourvus de turbocompresseur) et température, donc taux d'oxygène, hygrométrie ;
- conception du filtre à air, qualité, rapport et débit du mélange air/carburant, cylindrée, nombre de cylindres, taux de compression, architecture du moteur (alimentation, distribution, etc.), allumage, conception du pot d'échappement, cartographie moteur, usure des pièces.

Bancs de test
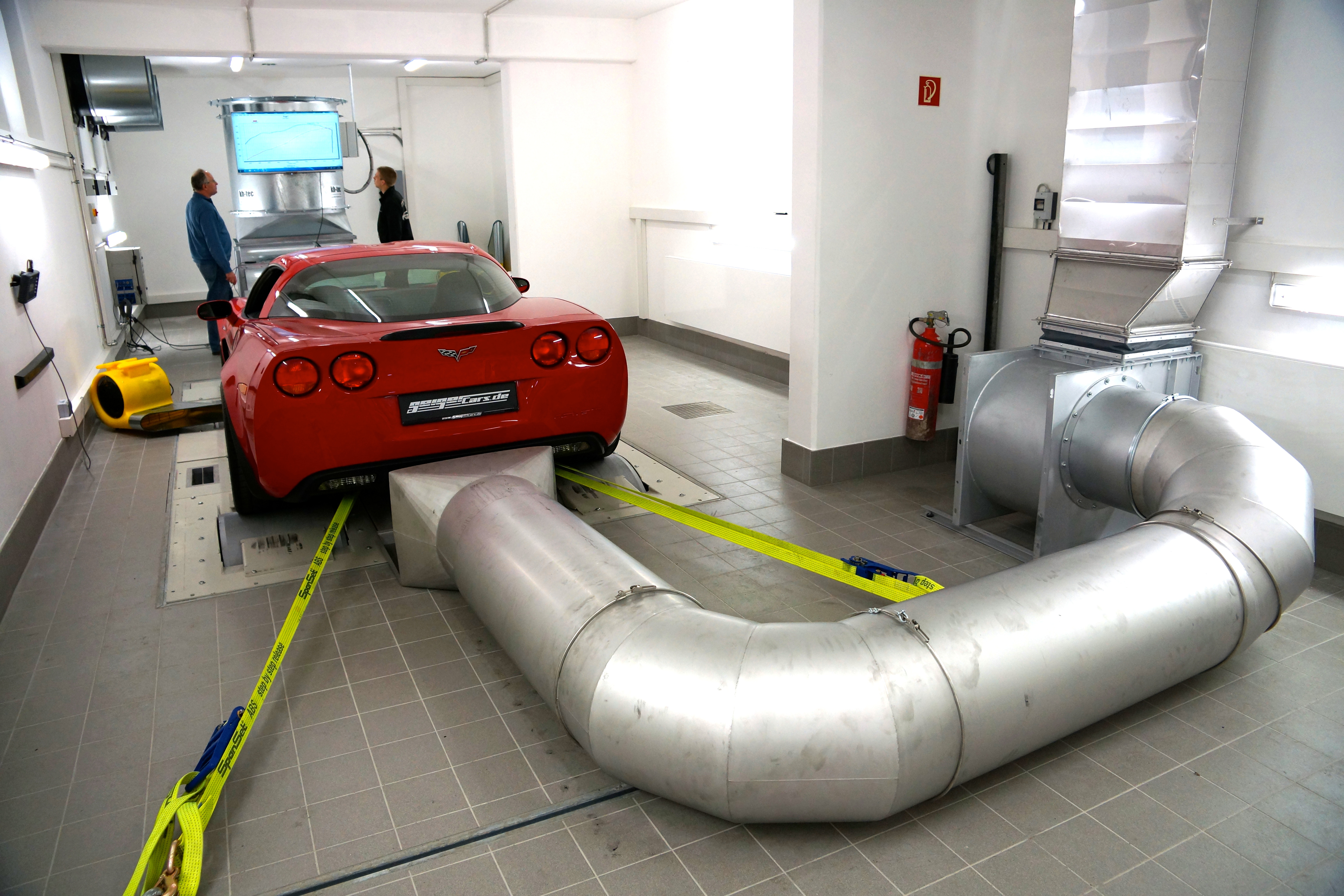
Passage au banc moteur d'une automobile.
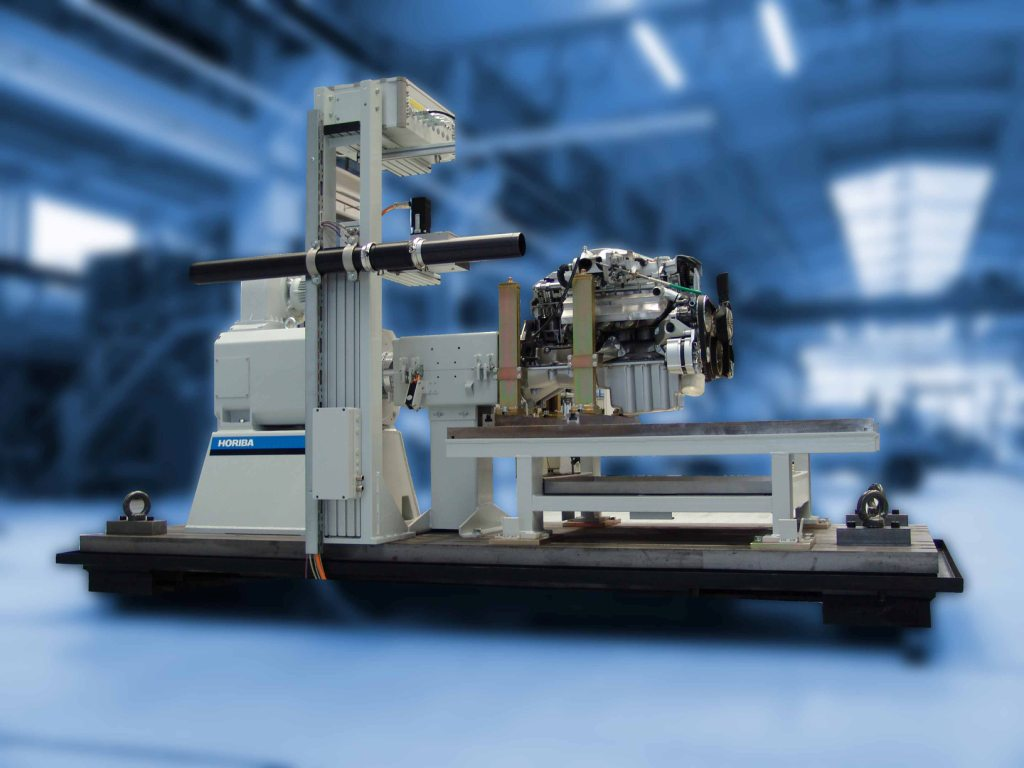
Banc permettant la mesure de la puissance au vilebrequin.